# Wilbert Harrison
Wilbert Huntington Harrison (Charlotte, 5 gennaio 1929 – Spencer, 26 ottobre 1994) è stato un cantante e musicista statunitense.

## Biografia
Nato in Carolina del Nord, raggiunse il successo nel 1959 con il brano Kansas City. La canzone, scritta nel 1952 da Jerry Leiber e Mike Stoller, fu in seguito eseguita da molti altri artisti tra cui The Beatles e James Brown.
Un altro suo brano è Let's Stick Together, originariamente inciso nel 1962 per Fury Records e poi ripreso nel 1970 per la Sue Records.
Harrison morì nel 1994 all'età di 65 anni, a causa di un infarto.